# Capot (véhicule)
Pour les articles homonymes, voir Capot.

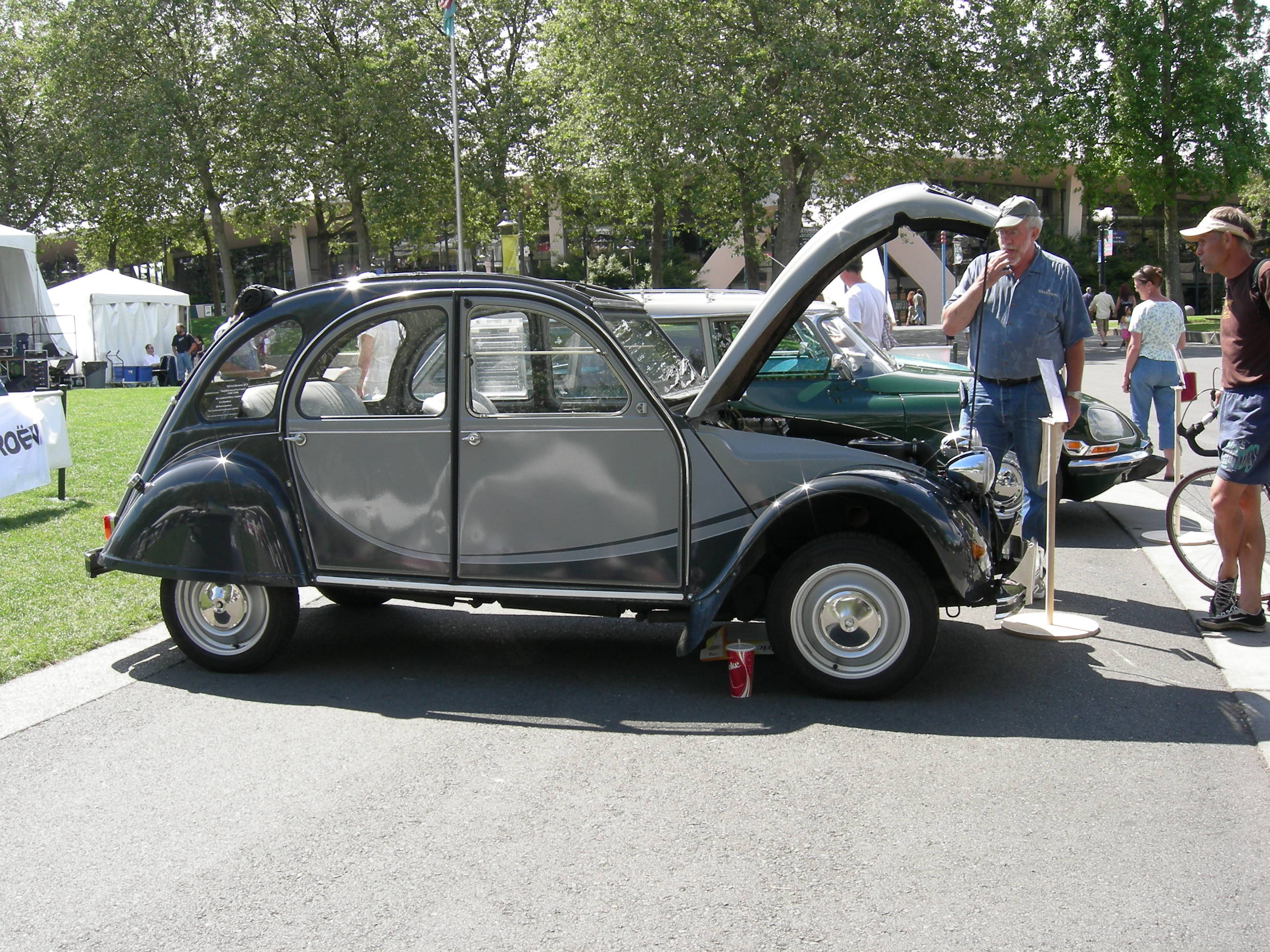
Une 2 CV, au capot soulevé et maintenu avec la béquille d'origine.

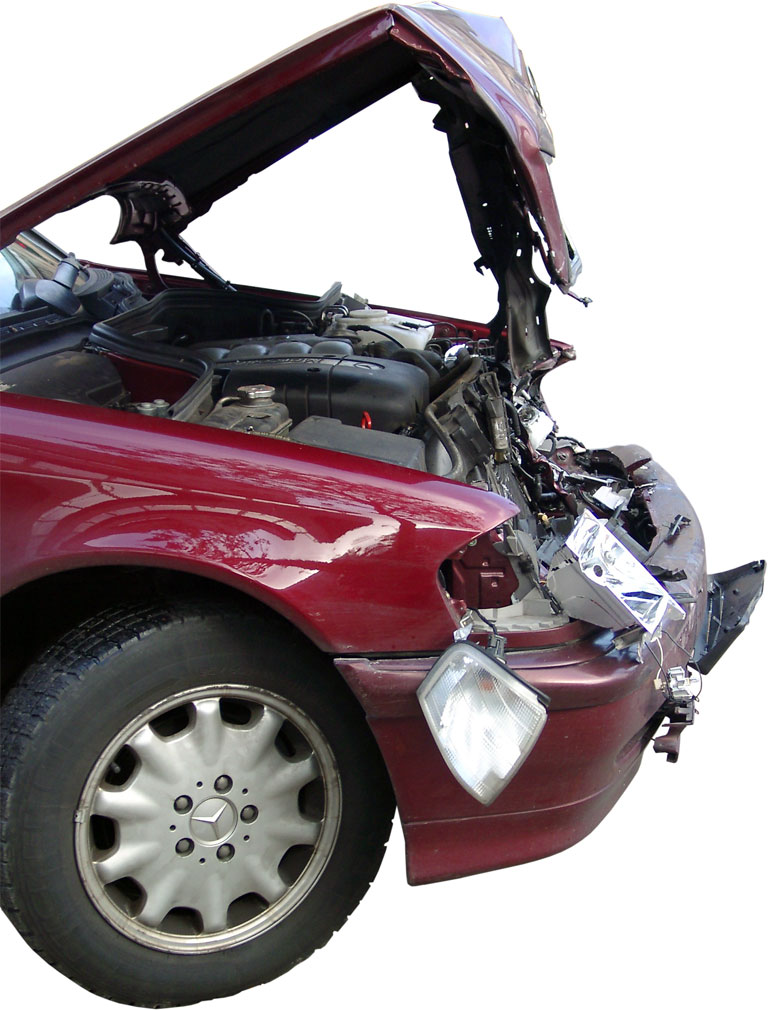
Capot plié lors d'une collision

Le capot est un élément mobile de la carrosserie d'un véhicule automobile. Il recouvre et protège le moteur.
Le mot Capot fut utilisé pour la première fois sur La Mancelle d'Amédée Bollée en 1878.

## Présentation
Le capot est en général constitué d'une tôle métallique, mais peut aussi être constitué de matériau composite, comme du polyester armé de fibres de verre.
Le capot peut s'ouvrir pour accéder au compartiment contenant le moteur. Il est verrouillé en position fermée par un dispositif actionné de l'intérieur de l'habitacle, plus rarement simplement depuis l'extérieur, ou encore plus rarement avec une clef. Il est maintenu en position ouverte par un dispositif à ressort, par un verrouillage automatique nécessitant d'être déverrouillé à la main, ou par une simple béquille à positionner à la main.
La position des charnières permettant l'ouverture du capot est variable :
- à l'avant du véhicule :
  - sécurité prétendument meilleure, car pas de risque d'ouverture intempestive pendant la marche du véhicule ;
  - accessibilité mécanique réduite.
- sous le pare-brise :
  - bonne accessibilité mécanique

Un capot moderne n'est plus constitué d'une simple tôle emboutie, assez peu rigide et presque souple, comme a pu l'être celui de la 2CV. Il est désormais constitué de plusieurs pièces assemblées par soudage, et sa conception prend en compte sa déformation selon un schéma programmé pour minimiser les risques de blessures en cas de choc.
Un capot peut être muni en partie intérieure de matériaux isolants phoniques.
Certains capots de voitures comprennent une ou plusieurs ouvertures afin d'améliorer le refroidissement ou l'admission d'air.

## Galeries

### Capot avec charnières vers l'arrière

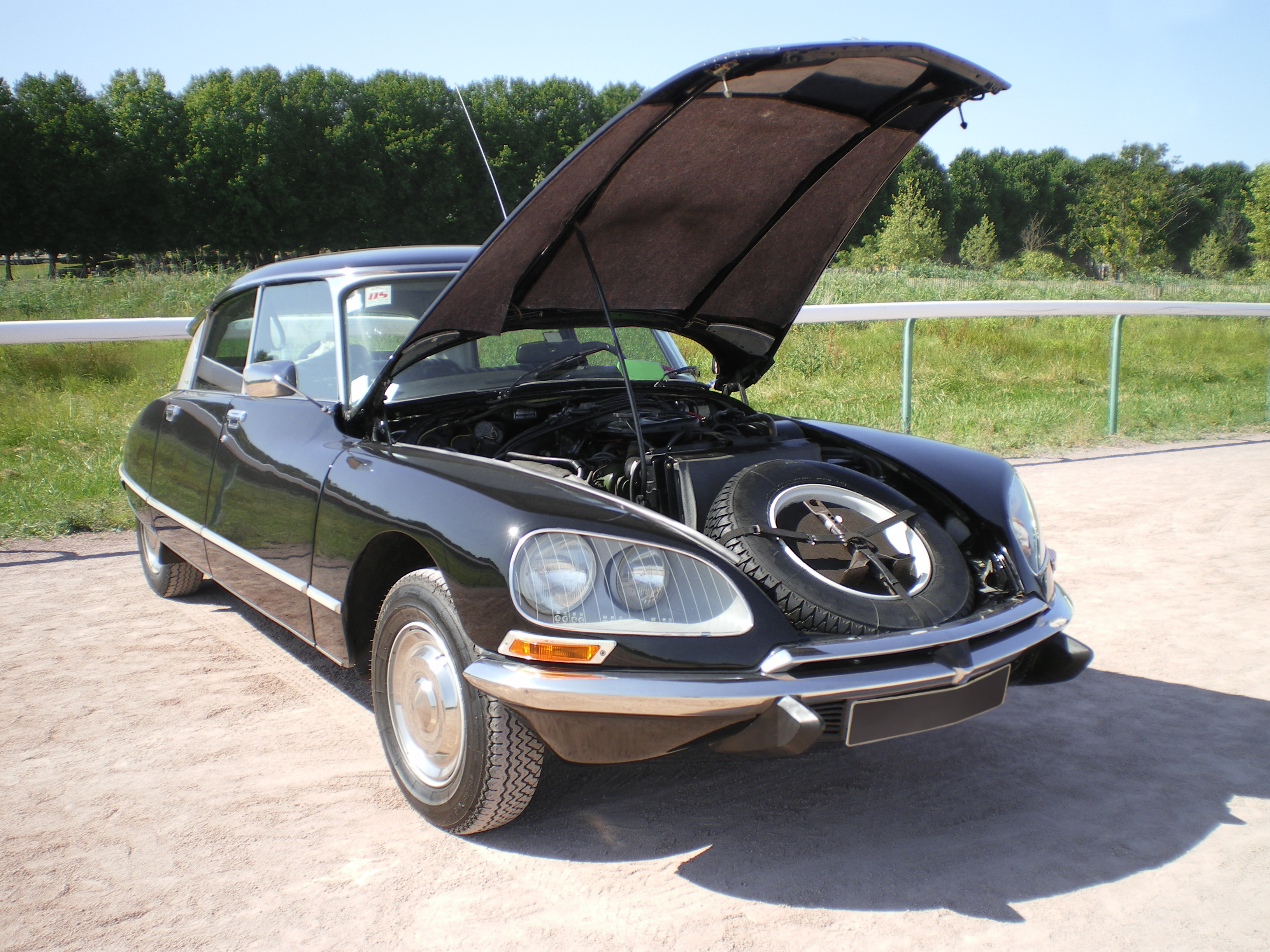
Une Citroën DS avec son capot moteur ouvert, montrant ainsi sa roue de secours.
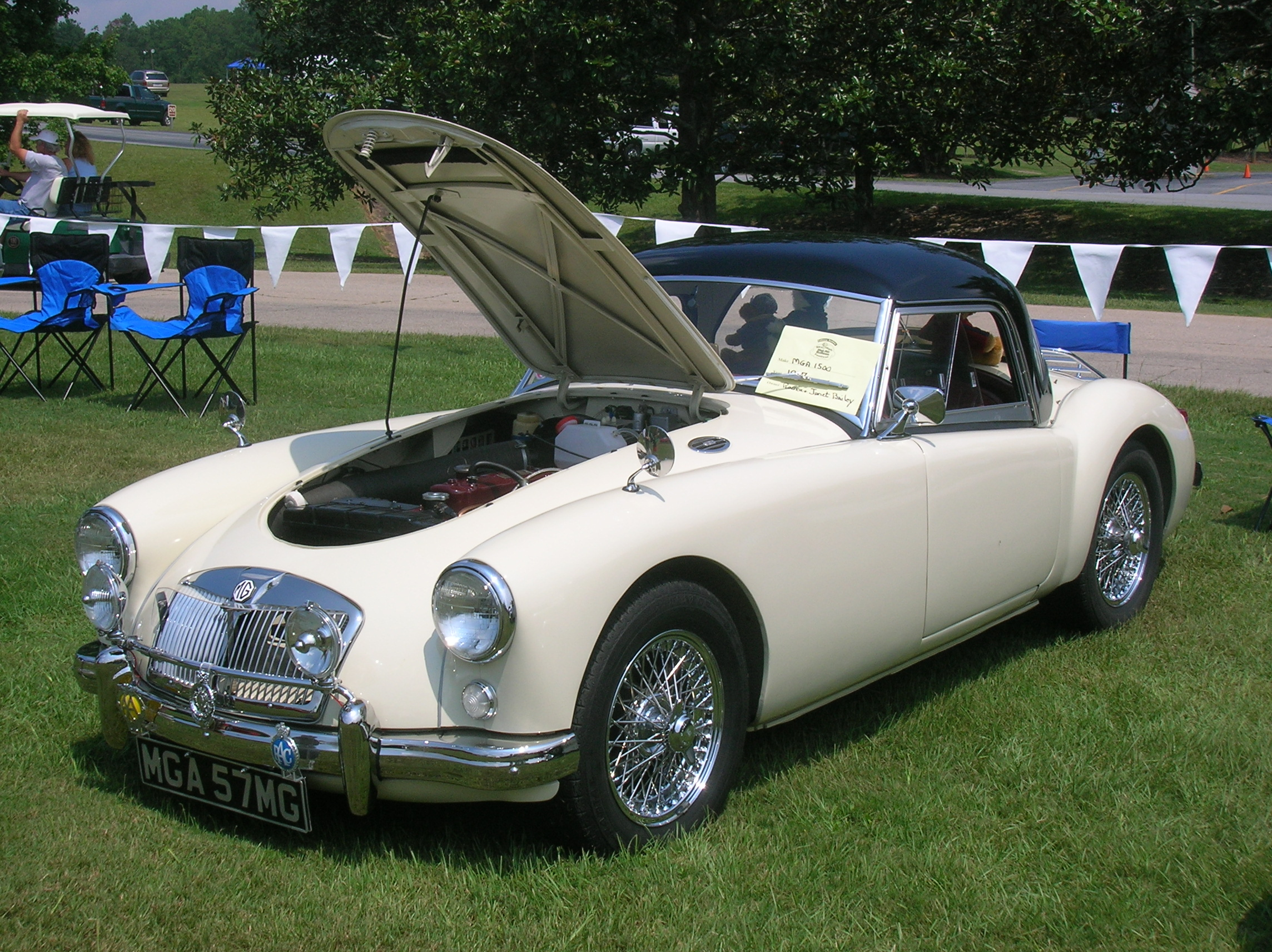
On remarque bien la structure métallique avec croisillon destinée à renforcer la rigidité.
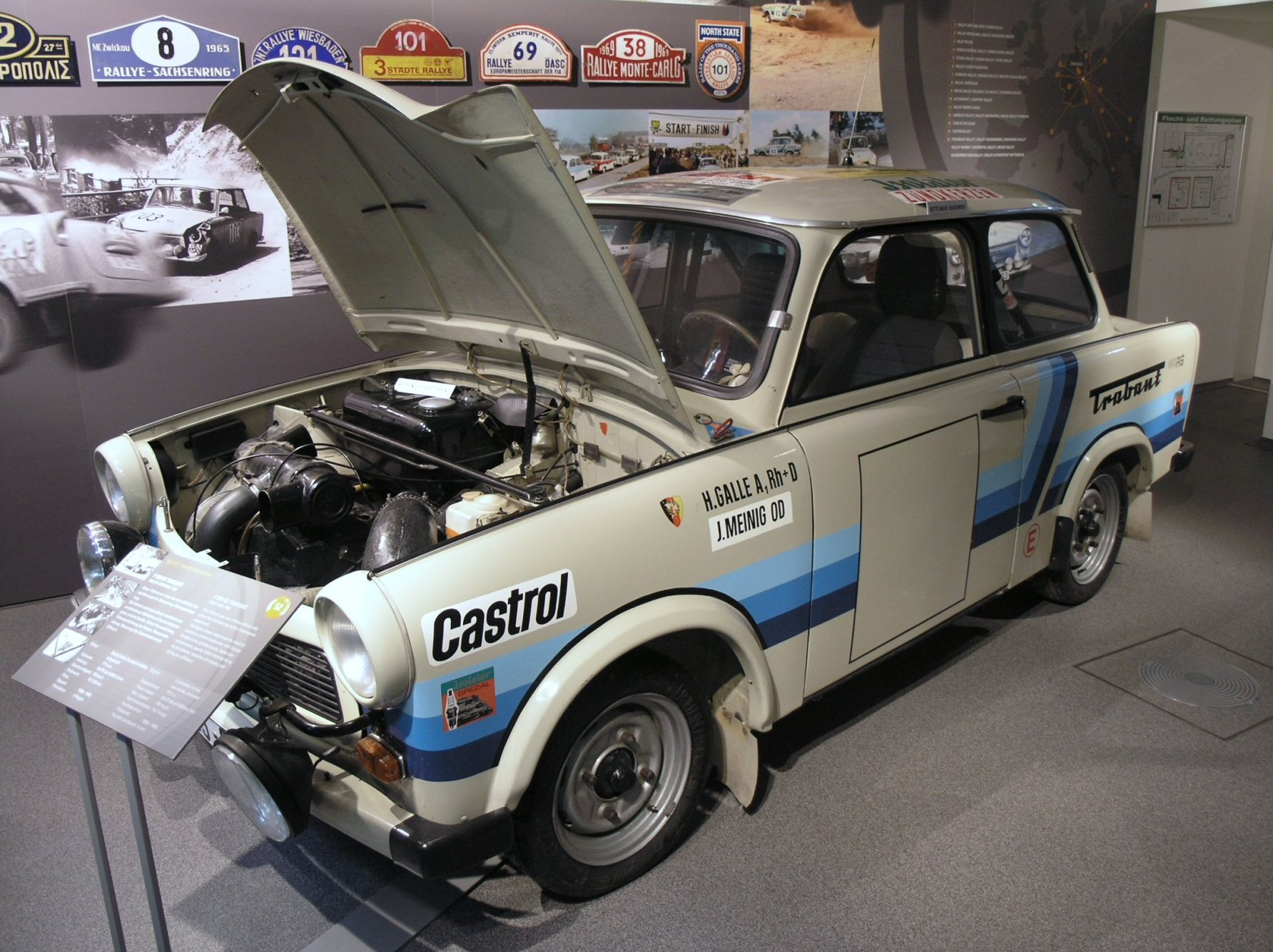
Une Trabant au capot peu rigidifié et dépourvu de tout équipement visant à limiter les nuisances sonores.
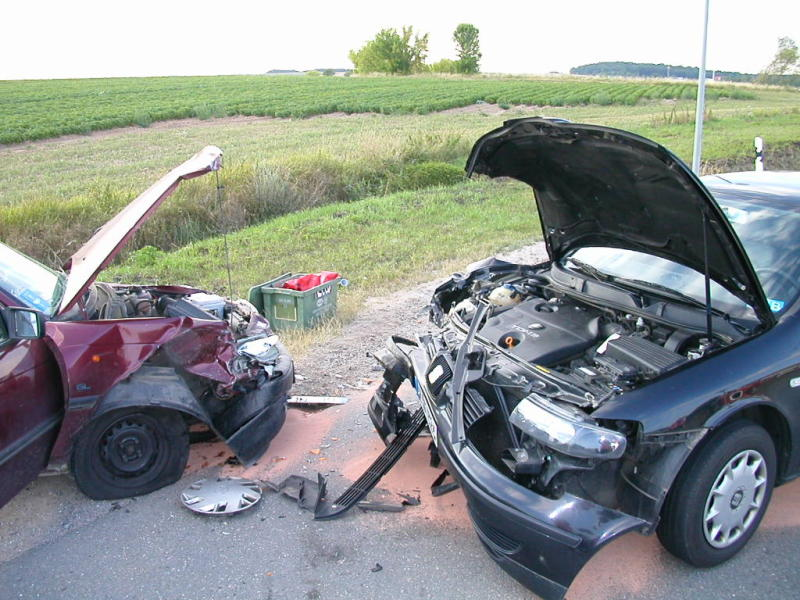
Après collision, les capots ont été ouverts pour débrancher les batteries.

### Capot avec charnières frontales

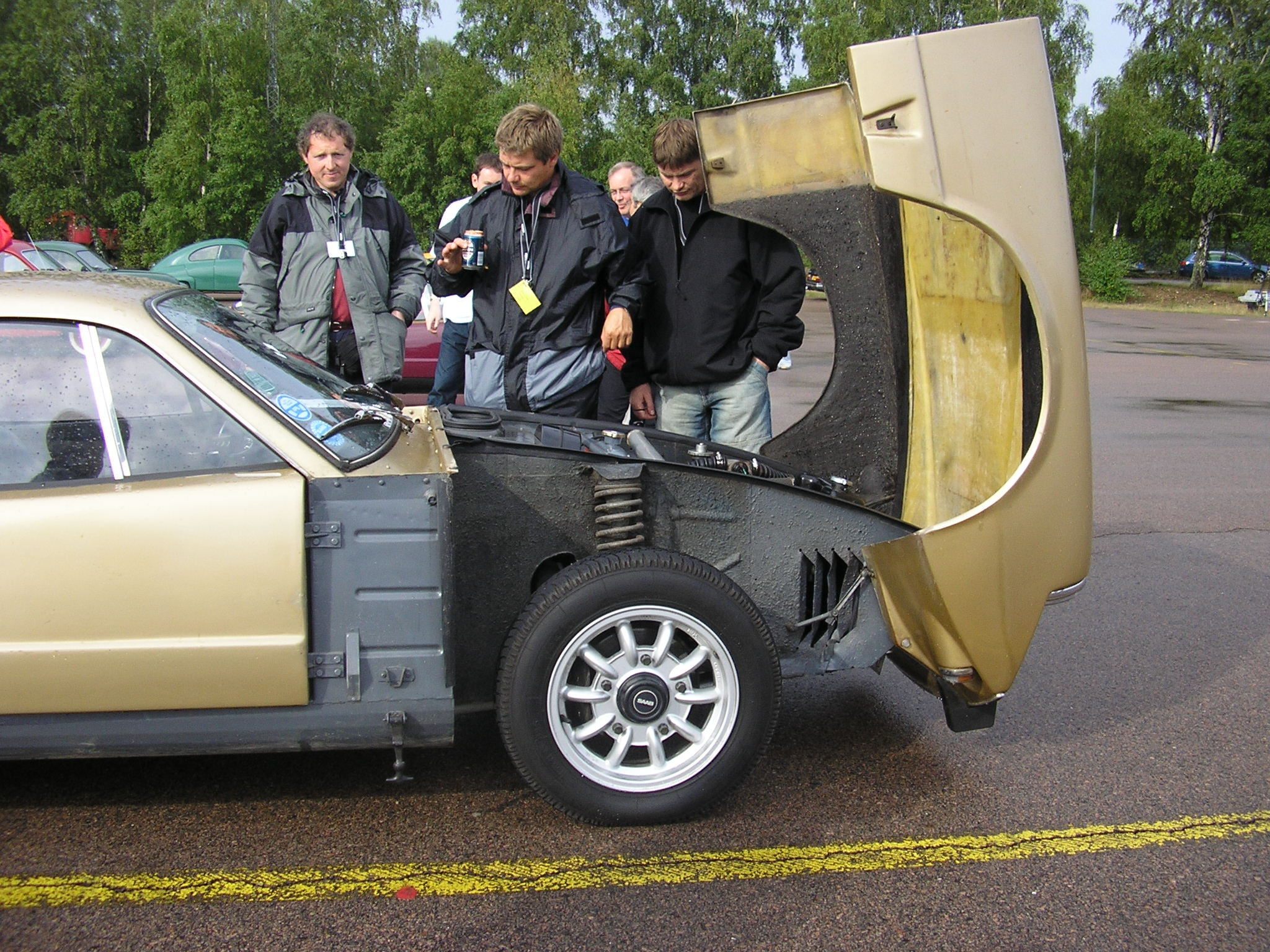
Saab Sonett modifiée, le capot intègre les ailes avant et le pare-chocs.
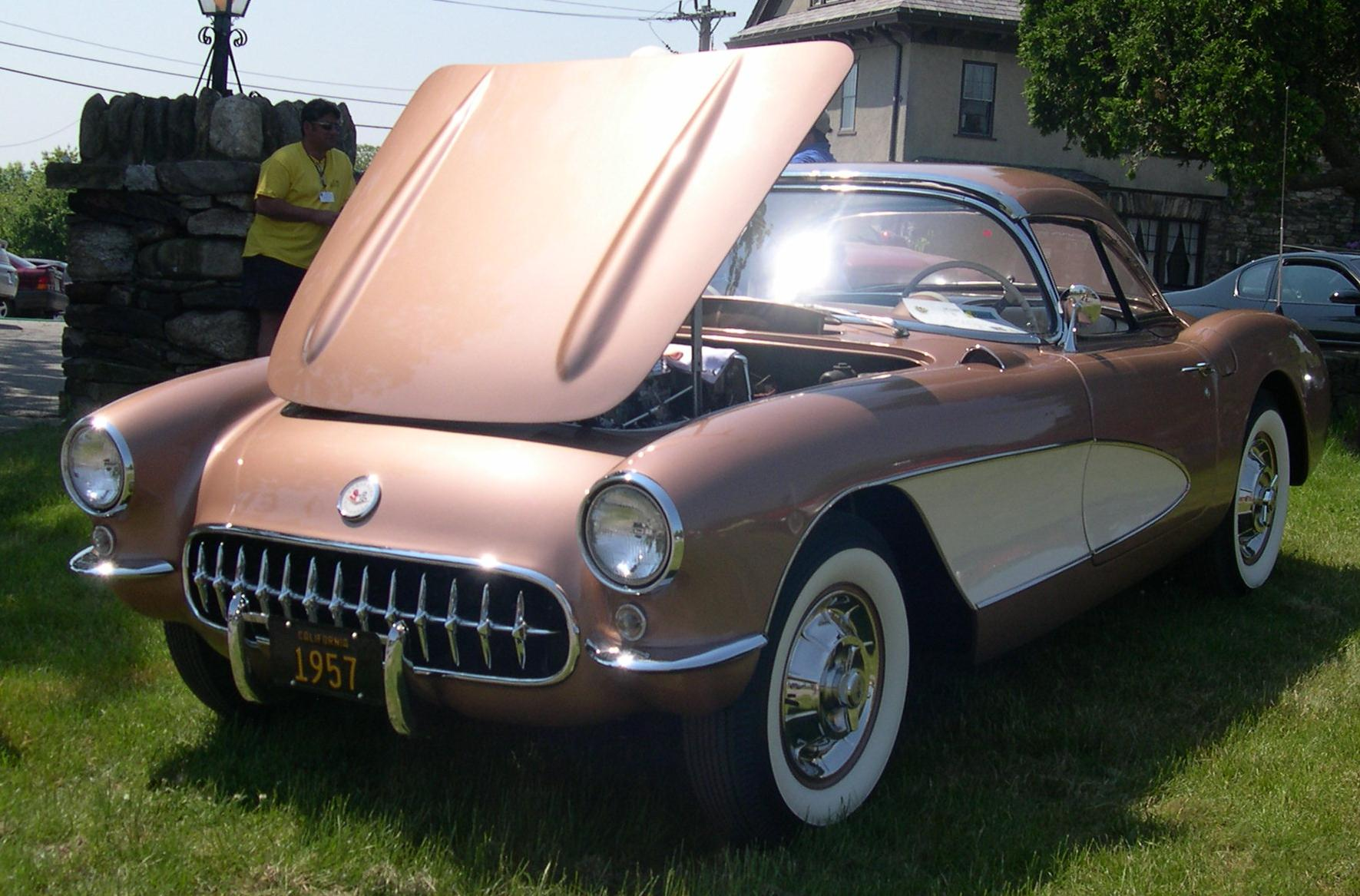
Chevrolet Corvette de 1957
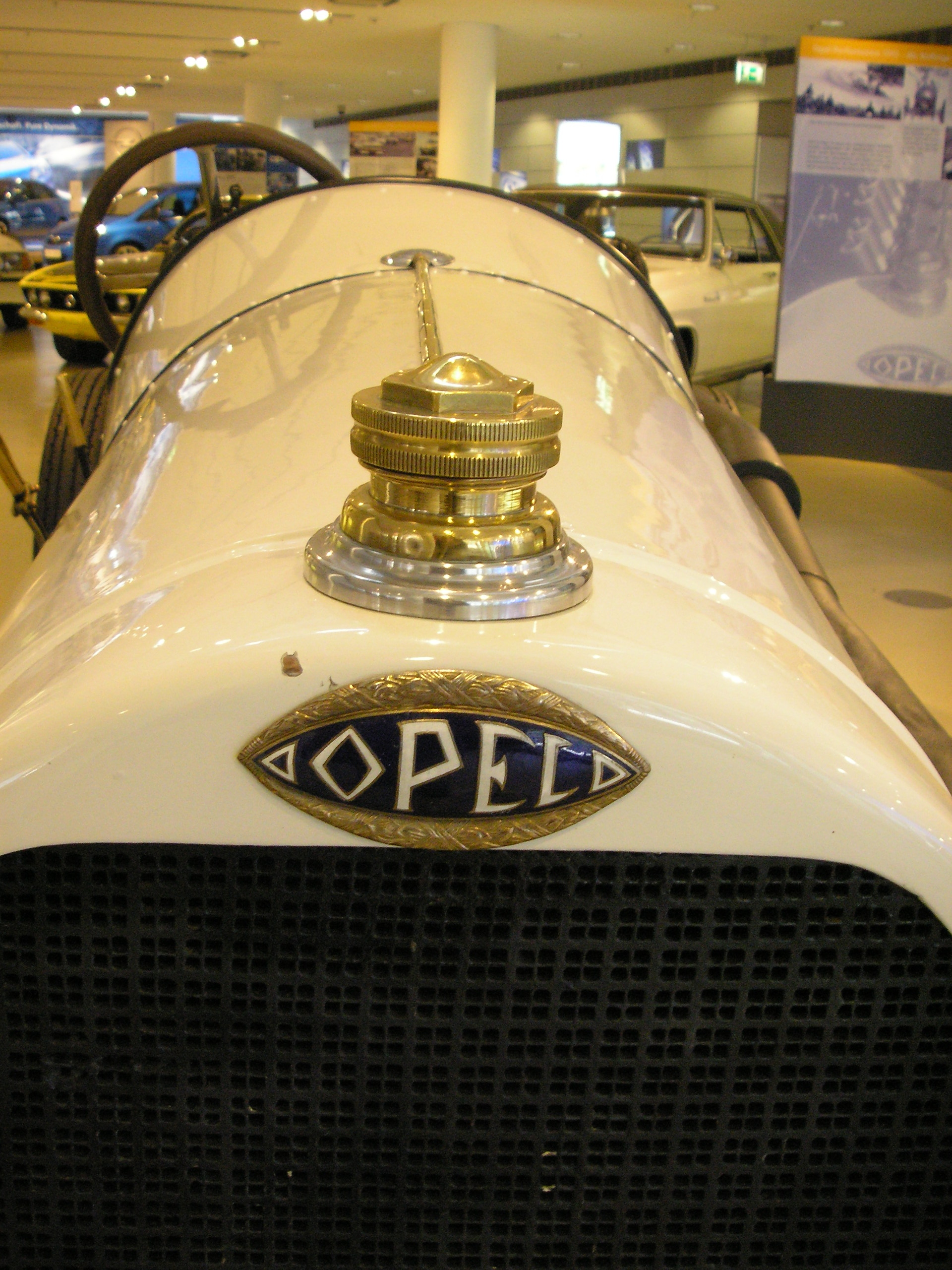
Le long capot avant d'une Opel de 1913
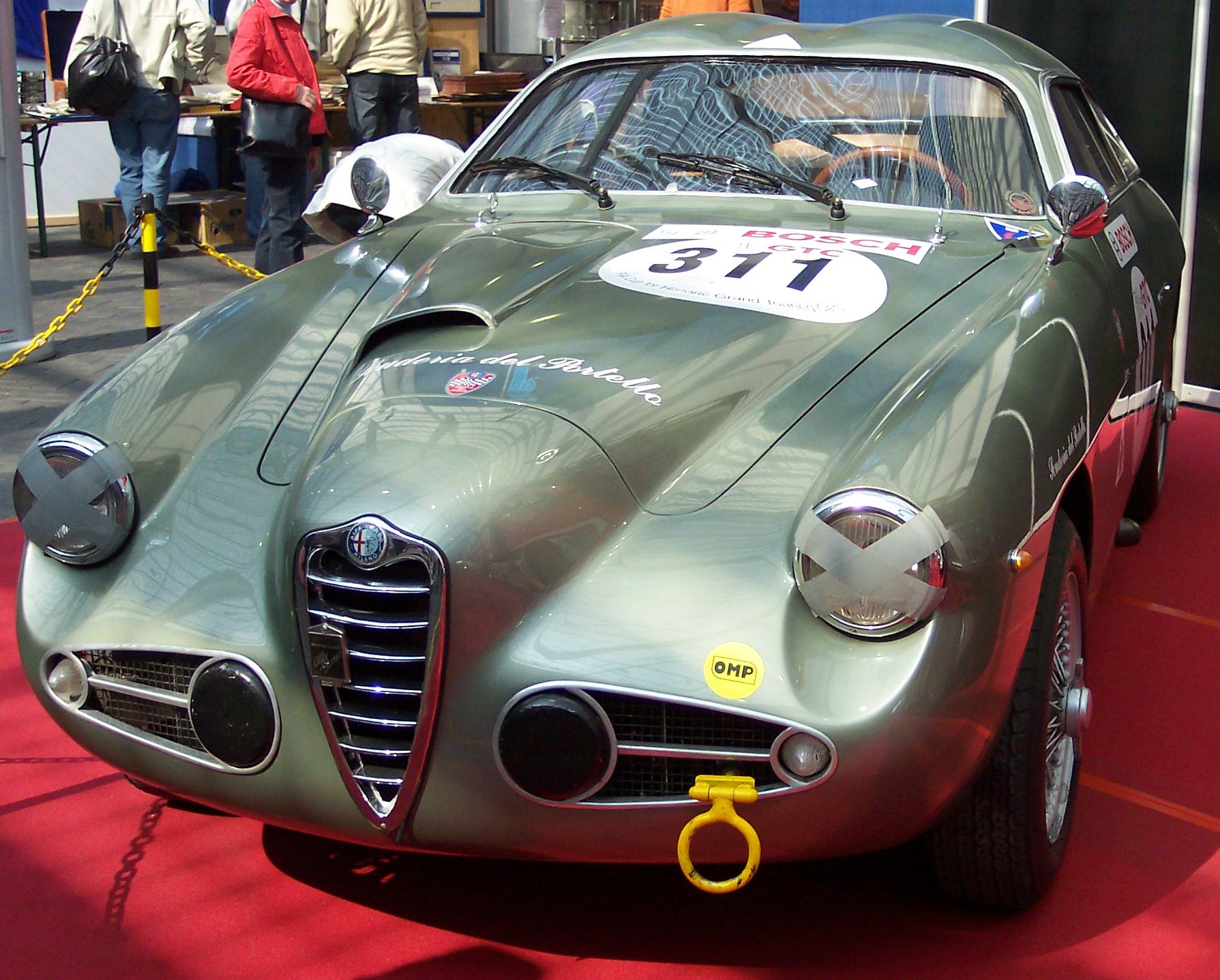
Calandre et capot avant d'une Alfa Romeo 1900 CSS, modèle carrossé par Zagato.